# Oso de Porcuna
El Oso de Porcuna, que data del siglo I a. C., es una escultura de la época ibera, concretamente esculpida por el pueblo Túrdulo, y que fue encontrada en 1926 en un yacimiento arqueológico en Porcuna, antigua ciudad íbera llamada Ipolca, actual municipio de la provincia de Jaén, en Andalucía (España).
El oso, un animal de tipo funerario, está sentado y tiene levantada la pata delantera izquierda, que apoya sobre una herma.La herma está peinada con mechones curvos. Debido al paso del tiempo la cabeza humana no se encuentra en buen estado de conservación, pero todavía se pueden apreciar, los ojos y las cejas muy marcados, así como la boca, también se aprecian la forma de las orejas.
Esta pieza está expuesta en el Museo Arqueológico Nacional de España, en Madrid desde el año 1928 junto a diversas esculturas del periodo ibérico, y tiene el número de inventario 33195.